# Ludwig (Württemberg)

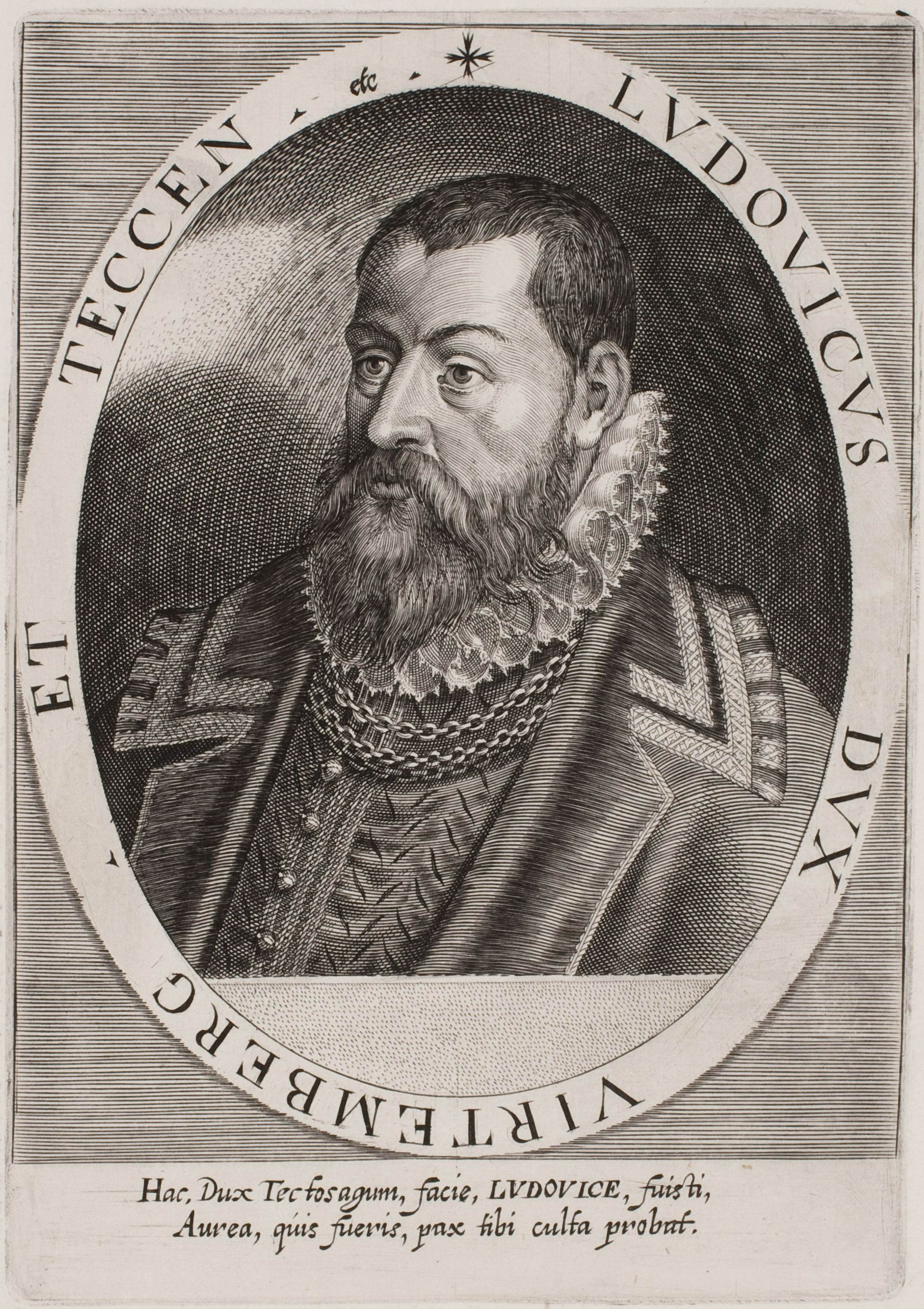
Herzog Ludwig

Ludwig, auch Ludwig der Fromme, (* 1. Januar 1554 in Stuttgart; † 8. Augustjul. / 18. August 1593greg. ebenda) war von 1568 bis 1593 der fünfte regierende Herzog von Württemberg.

## Biografie

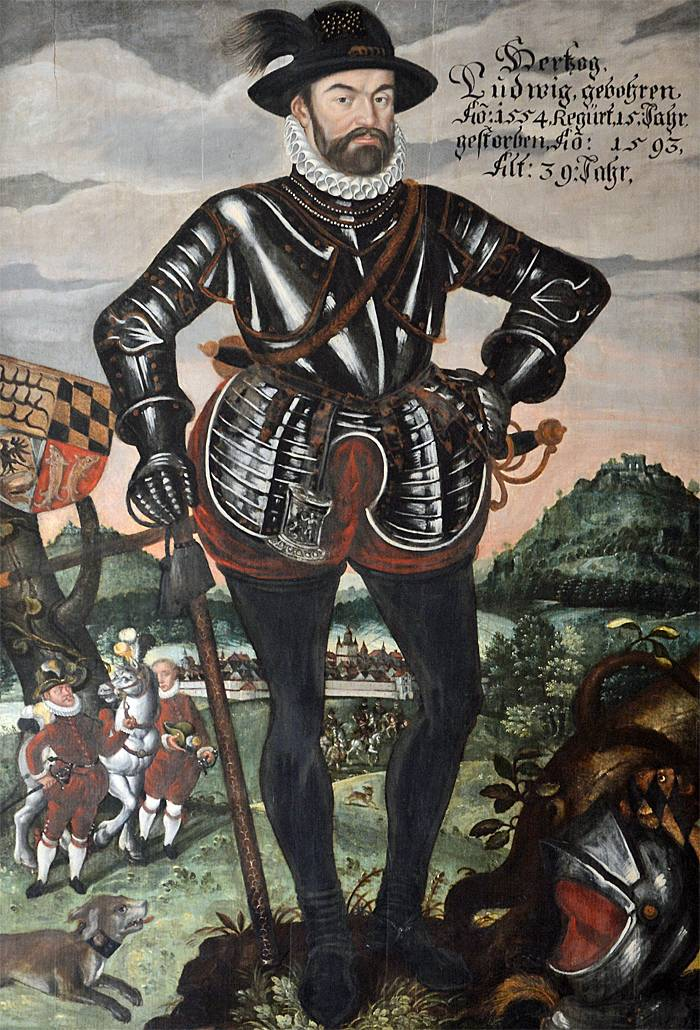
Ludwig "der Fromme" von Württemberg

Ludwig war der einzige überlebende Sohn des Herzogs Christoph von Württemberg (1515–1568) und stand nach dessen Tod zunächst unter Vormundschaft seiner Mutter Anna Maria von Brandenburg-Ansbach, des Herzogs Wolfgang von Zweibrücken und der Markgrafen Georg Friedrich von Brandenburg-Ansbach und Karl von Baden, in deren Namen Graf Heinrich zu Castell die Verwaltung des Landes führte. Allmählich wurde der Thronfolger in die Regierungsgeschäfte eingeführt und übernahm zunehmend politische Aufgaben. Im Jahr 1577 nahm Herzog Ludwig die Einladung des Kurfürsten Friedrich von der Pfalz zu Verhandlungen über ein Bündnis der protestantischen Fürsten an. Obwohl die englische Königin Elisabeth I. dieses Vorhaben unterstützte, kam das Bündnis nicht zustande. Herzog Ludwig unterzeichnete jedoch die Konkordienformel von 1577 und das Konkordienbuch von 1580 in eigenem Namen und als Mitvormund für die Markgrafen Ernst Friedrich (1560–1604) und Jakob III. (1562–1590) von Baden. Formell übernahm er einer Bestimmung seines Vaters gemäß die Regierung erst in seinem 24. Lebensjahr (1578), nachdem er schon mehrere Jahre hindurch im Wesentlichen selbständig regiert hatte.

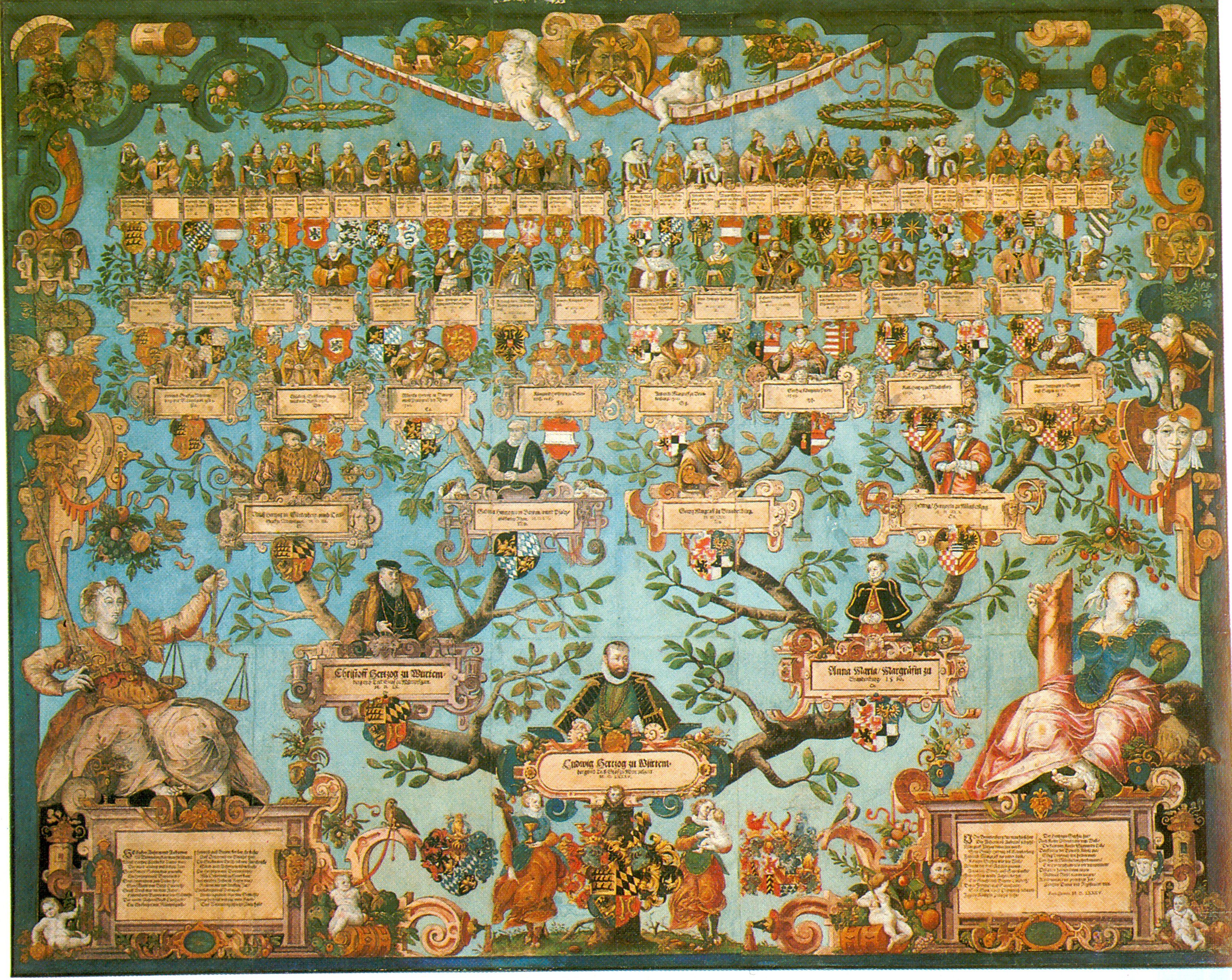
Ahnentafel von Herzog Ludwig

Später stand Herzog Ludwig bei erneuten Verhandlungen im Jahr 1585 einem allgemeinen protestantischen Bündnis kritisch gegenüber. Er befürchtete, durch ein solches Bündnis mittelbar die Calvinisten zu unterstützen. Aber er wollte auch das Verhältnis zum Kaiser und zu den Reichsfürsten nicht belasten. In seiner Regierungszeit beteiligte er sich an keinem Krieg. Er unternahm jedoch zwei kleinere Feldzüge. Als Graf Ludwig von Löwenstein 1579 die Oberlehnsherrlichkeit des Herzogs nicht anerkennen wollte, zwang ihn Herzog Ludwig dazu mit militärischem Druck. Aufgrund eines kaiserlichen Befehls zog er 1591 gegen den Obristen Conrad von Pappenheim, der widerrechtlich Besitzungen am Bodensee besetzt hatte. 
Was die Regierungstätigkeit anbelangt, so wurde Herzog Ludwig lange Zeit unterschätzt. Der Tübinger Historiker Volker Press urteilte: „Man kann die Zeit Herzog Ludwigs geradezu ein silbernes christophorisches Zeitalter nennen“.  Zweifelsohne sprach der Herzog dem Alkohol in einem Maß zu, das selbst für die damalige Zeit ungewöhnlich war. Warnungen wegen dieses riskanten Lebenswandels ignorierte er. Aber er erledigte gewissenhaft seine Regierungsgeschäfte und setzte politisch eigene Akzente. Dabei belastete ihn die Tatsache, dass seine Ehen kinderlos blieben und er damit keinen thronfolgeberechtigten Sohn hatte. 
Als überzeugter Protestant förderte der Herzog die württembergische Landeskirche und trieb deren strukturellen Aufbau, den sein Großvater Herzog Ulrich und sein Vater Herzog Christoph begonnen hatte, voran. In seiner Regierungszeit wurden in vielen größeren Dörfern deutsche Schulen eingerichtet. Aber Herzog Ludwig interessierte sich auch für theologische Fragen, über die er mit den Theologen diskutierte. Als Landesherr eines der bedeutenden protestantischen Territorien im Reich schickte er Gesandtschaften zu verschiedenen Religionsgesprächen. Am Stuttgarter Hof wurde eine standesgemäße Repräsentation gepflegt. Herzog Ludwig ließ Ritterspiele und aufwändige Jagden veranstalten, aber es fanden auch Trinkgelage statt. Daneben betrieb er wie kein anderer württembergischer Landesherr vor und nach ihm eine dynastische Propaganda. Er ließ herrschaftliche Gebäude und Kirchen mit Stammbäumen und Wappentafeln ausstatten. In Stuttgart wurde auf sein Geheiß nahe dem Schloss das Neue Lusthaus erbaut, in dem die Büsten seiner Ahnen aufgestellt wurden.

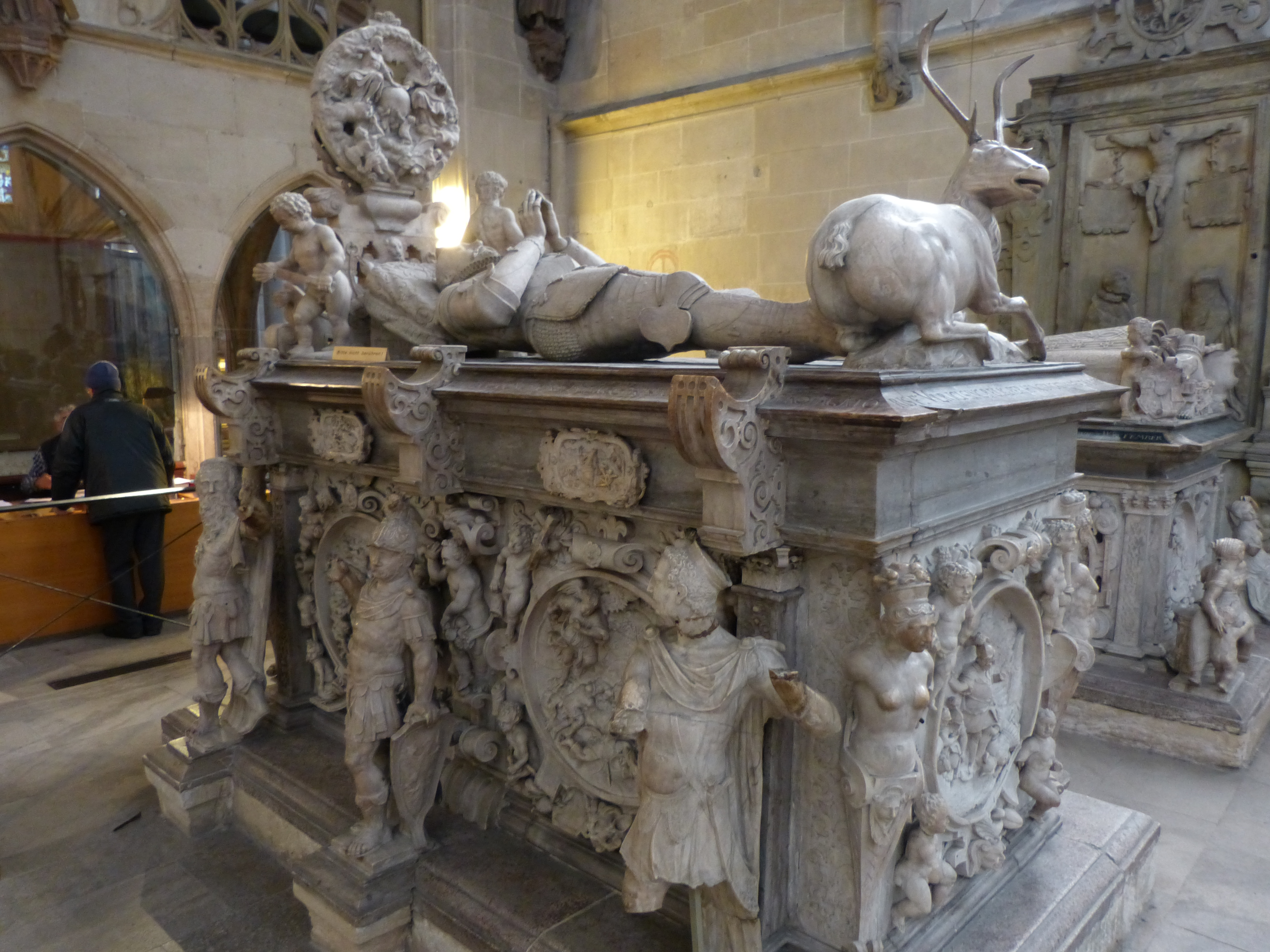
Grabmal des Ludwig von Württemberg in der Stiftskirche Tübingen

In erster Ehe heiratete der Herzog 1575 Dorothea Ursula von Baden-Durlach (1559–1583), Tochter von Markgraf Karl II. von Baden-Durlach (1529–1577). Nachdem seine Frau verstorben war, schloss er 1585 mit Ursula von Pfalz-Veldenz († 1635), Tochter des Pfalzgrafen Georg Johann von Lützelstein (1543–1592), eine zweite Ehe.
Am 8. Augustjul. / 18. August 1593greg. verstarb Herzog Ludwig im Alter von 39 Jahren ohne Nachkommen. Er wurde im Chor der Tübinger Stiftskirche beigesetzt. Das prunkvolle Grabmal in der Grablege der württembergischen Herzöge wurde von Christoph Jelin geschaffen.

## Münzwesen
- Ein sehr rarer Güldensthaler Herzogs Ludwig zu Würtemberg und Teck, von A. 1574.[4][5]